# Batalla de Tuxpan
La Batalla de Tuxpan fue un enfrentamiento armado durante la Intervención estadounidense en México el 18 de abril de 1847. 

## Antecedentes
Después del asedio de Veracruz, el Comodoro Matthew Perry, comandante del Home Squadron de los Estados Unidos, decidió navegar por las ciudades portuarias que se resistían a la invasión estadounidense a lo largo de la costa del Golfo de México. A pesar de ello, sólo los puertos de Tuxpan y Tabasco eran los que el gobierno de los Estados Unidos creía que tenían relevancia para su bloqueo.

## Batalla
Navegando al mando de la Flota Mosquito con una fuerza anfibia de 1,519 hombres, Perry se dirigió primero al puerto de Tuxpan, que contaba con una escasa guarnición de 400 soldados al mando del general Martín Perfecto de Cos. 
El 17 de abril, Perry llegó a la desembocadura del río Tuxpan. La tarde siguiente, mientras Winfield Scott libraba junto a Antonio López de Santa Anna la Batalla de Cerro Gordo, un destacamento fue puesto cerca de la costa mientras Perry comandaba el resto de las tropas río abajo para garantizar el resto de la ciudad. Cos, a pesar de sus pocas fuerzas logró mantener la ciudad hasta de la tarde cuando Perry tomó la ciudad durante cuatro días antes de volver con sus barcos y se desplazarse más arriba. 
Dos buques fueron dejados en Tuxpan con el fin de continuar el bloqueo a la ciudad, mientras que Perry se trasladaba a Ciudad del Carmen, misma que cayó en poder de los invasores el 16 de mayo de 1847.